# 聖フランチェスコとマグダラのマリアのいるピエタ
『聖フランチェスコとマグダラのマリアのいるピエタ』（せいフランチェスコとマグダラのマリアのいるピエタ、仏: Pietà avec saint François et sainte Marie-Madeleine、英: Pietà with Saint Francis and Saint Mary Magdalene）は、イタリアのバロック絵画の巨匠アンニーバレ・カラッチが1602-1607年にキャンバス上に油彩で制作した絵画である。1797年にナポレオンの軍隊によりローマのサン・フランチェスコ・ア・リーパ教会のマッテイ (Mattei) 家礼拝堂より略奪され、ナポレオン戦争後に返還されなかった。現在、パリのルーヴル美術館に所蔵されている。

## 作品
アンニーバレは「ピエタ」を主題とした作品を何点か残しているが、本作はその中でも古典的な性格の強い作品である。ヴァチカン宮殿にあるミケランジェロの有名な『ピエタ』を即座に思い起こさせるイエス・キリスト像に端的に示されているように、人物像は理想化され、大理石彫刻のような明確な輪郭線を持っている。人物の身振りはやや誇張されているが、表情は抑制されている。しかし、深い悲しみを内に秘めた表情は、情景の悲劇的な性格を如実に伝えている。同時に、やや芝居じみた宗教的感情の表現は、当時のカトリック教会によって求められた信仰心と対応する。
この絵画は、ジョヴァンニ・バッティスタ・アグッキの手紙の中で言及されている作品であると考えられる。また、絵画はカルロ・チェーザレ・マルヴァジアの『フェルシーナ・ピットリーチェ (Felsina Pittrice) 』中に複製画の形で登場しているが、マルヴァジアによるいくつかの記述はアグッキの手紙を1607年のものだとしている。アグッキの言葉は、当時アンニーバレにより制作された作品に言及していることを示唆する。彼の手紙は現在ルーヴル美術館にある本作にはっきりと言及しているわけではないが、手紙の文脈からするとルーヴル美術館の作品はアグッキが言及していると思われる唯一のものである。アグッキによる2番目の日付のない手紙は、はっきりとマッテイ家礼拝堂にある『ピエタ』に言及している。一方、上述の『フェルシーナ・ピットリーチェ』の中の1節は、『ピエタ』がアンニーバレの最後の作品の1つであることを裏付けているが、他の人々が作品をずっと早い制作時期のものだとしたことを述べている。

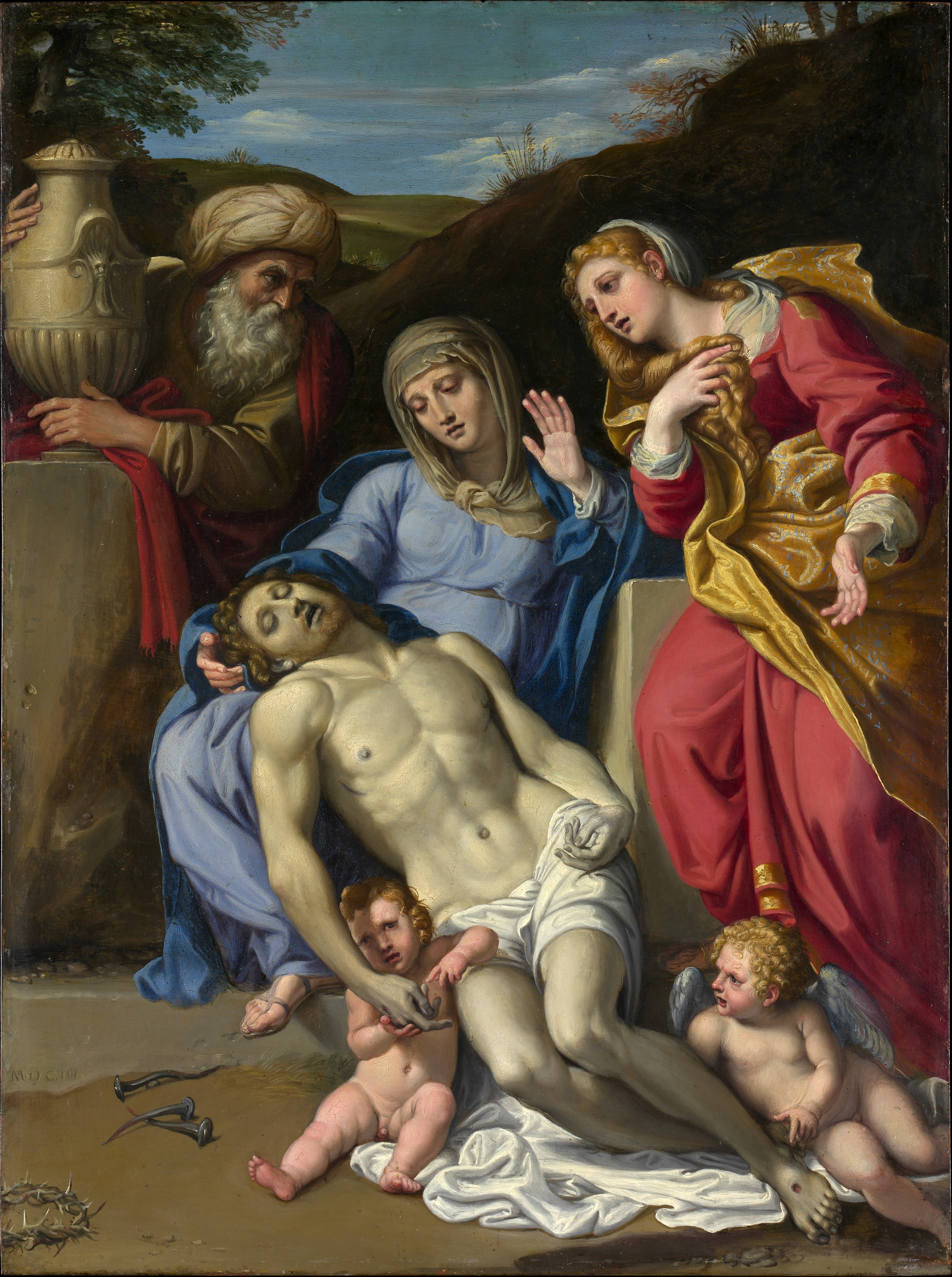
ドメニキーノ『ピエタ』(1603年)、メトロポリタン美術館、ニューヨーク。画面下部左側に「MDCIII」 (1603) と記されている。

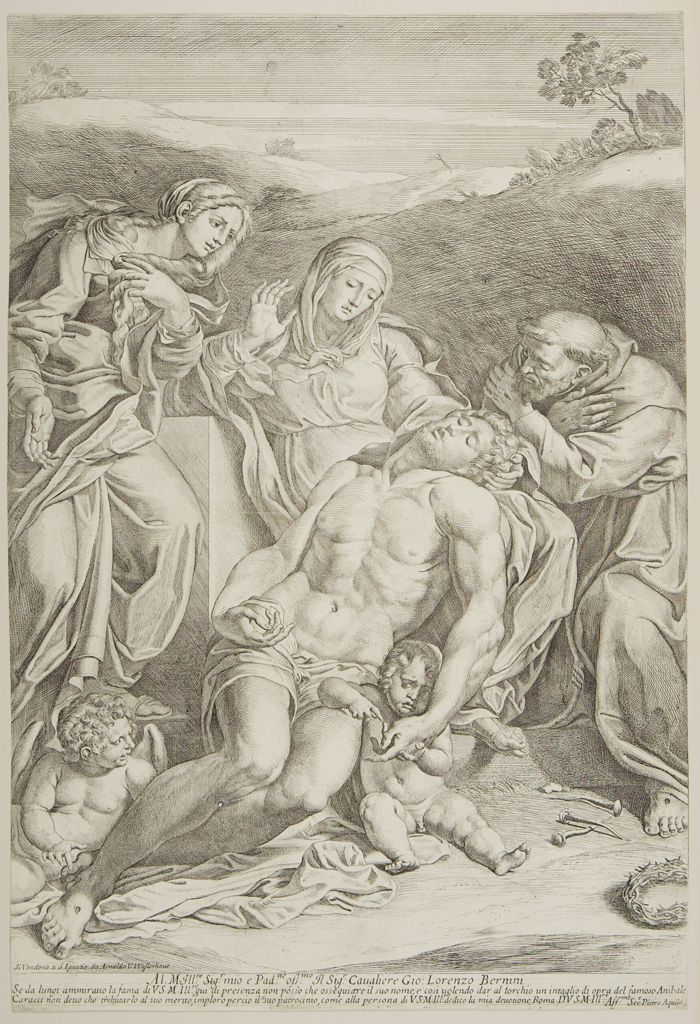
ピエトロ・アクィラ 『聖フランチェスコとマグダラのマリアのいるピエタ』、17世紀、フォッグ美術館、ケンブリッジ (マサチューセッツ州)

研究者のティーツェ (Tietze) 、マホン、カヴァッリ (Cavalli)、ポズナー (Posner) は皆、本作の制作年として1607年はあまりにも遅すぎると主張している。実際、1603年のドメニキーノによる銅板の複製『ピエタ』 (メトロポリタン美術館) は、本作のカラッチの死に非常に近い制作年、あるいはドメニキーノが複製を制作した直前という制作年を裏付ける。となると、アグッキの手紙で言及されている1607年という制作年は、誤りであるように思われる。ドメニキーノの作品は、聖フランチェスコの代わりにアリマタヤのヨセフ (画面上部左端) を描いている。カラッチはおそらく最初ヨセフを描いたが、作品の設置場所が聖フランチェスコに奉納された教会と決定するや、ヨセフを聖フランチェスコに変え、ドメニキーノは、カラッチがこの変更をする前に複製を制作したのであろう。
聖フランチェスコではなくヨセフが登場する、アンニーバレの準備素描 (イェニッシュ美術館、ヴヴェイ) はこの説を証だてるように思われたが、1994年のX線によるアンニーバレの本作の調査ではペンティメンティ (描きなおし) がないことがわかった。別の説では、現在、聖フランチェスコの占めている位置は、ドメニキーノの複製が制作された時は空白だったと提唱されている。後に、ドメニキーノは、自身の創意、またはアンニーバレの素描にもとづて空白部分にヨセフの人物像を加え、一方、アンニーバレは空白部分に聖フランチェスコの人物像を加えたという見解である。